# 更多的人死于心碎
《更多的人死于心碎》（英語：More Die of Heartbreak）是美国作家索尔·贝娄创作的一部小说，出版于1987年，也是他的第十部小说。与贝娄的其他作品一样，《更多的人死于心碎》更多地扎根于性格的发展，而不是行动的发展。其主题包括调和理想与实际的困难，以及与父母和死亡有关的难题。小说的主人公肯尼思·特拉希滕贝格是一个智力上的天才，以及在哲学上饱受折磨的人，试图臆测他的命运和世界观。

## 情节
这本书以人物简介开头，叙述者特拉希滕贝格描述了他与舅舅本·克拉德的复杂关系，克拉德是世界著名的植物学家。然后，他讨论了自己和他的父亲之间的区别，他这样描述他的父亲，